# Vallisaari
Vallisaari  is een eiland in de Finse hoofdstad Helsinki. Het eiland ligt ten zuiden van Suomenlinna. Tijdens de Russische bezetting werd het eiland gebruikt als onderdeel van een groter verdedigingswerk. Na de Finse onafhankelijkheid in 1917 werd het eiland gebruikt als militaire opslag. In 2008 gaf het Finse leger het eiland terug aan de staat en sindsdien is het een natuurreservaat en populaire toeristische bestemming.